# TKB-059
Le TKB-059 est un fusil d'assaut automatique soviétique à trois canons, chambré en 7,62 × 39, et conçu selon une architecture bullpup. Produit par l'usine d'arme de Toula en 1966, cette arme est inspirée d'une arme expérimentale antérieure, le Pribor 3B (en russe : « Прибор 3Б ») Le fusil d’assaut est pensé pour un usage ambidextre, puisque l’éjection des étuis peut se faire aussi bien à droite qu'à gauche. Un modèle de l'arme est exposé au Musée des armes de Toula.